# Thomas Kral
Thomas Kral (Vienna, 8 gennaio 1990) è un calciatore austriaco, difensore del Nussdorfer AC.

## Carriera
Debutta nella Bundesliga austriaca il 29 agosto 2010 nella sconfitta esterna per 4-2 contro lo Sturm Graz